# Wadena (Minnesota)
Wadena è una città degli Stati Uniti d'America, situata in Minnesota, nella Contea di Wadena, della quale è anche il capoluogo, e in parte nella Contea di Otter Tail.